# Beverly McDonald
Beverly McDonald (Saint Mary, 15 febbraio 1970) è un'ex velocista giamaicana.
In carriera è stata campionessa olimpica e mondiale della staffetta 4×100 metri.

## Palmarès
| Anno | Manifestazione      | Sede        | Evento      | Risultato        | Prestazione | Note                                     |
| ---- | ------------------- | ----------- | ----------- | ---------------- | ----------- | ---------------------------------------- |
| 1988 | Mondiali juniores   | Sudbury     | 100 m piani | 7ª               | 11"74       |                                          |
| 1988 | Mondiali juniores   | Sudbury     | 4×100 m     | 6ª               | 45"04       |                                          |
| 1991 | Giochi panamericani | L'Avana     | 100 m piani | Bronzo           | 11"52       |                                          |
| 1991 | Giochi panamericani | L'Avana     | 4×100 m     | Oro              | 43"79       |                                          |
| 1991 | Mondiali            | Tokyo       | 100 m piani | Semifinale       | 11"46       |                                          |
| 1991 | Mondiali            | Tokyo       | 4×100 m     | Oro              | 41"94       |                                          |
| 1993 | Mondiali            | Stoccarda   | 100 m piani | Semifinale       | dnf         |                                          |
| 1995 | Mondiali indoor     | Barcellona  | 60 m piani  | 5ª               | 7"16        | Miglior prestazione personale            |
| 1995 | Mondiali            | Göteborg    | 100 m piani | Semifinale       | 11"31       |                                          |
| 1995 | Mondiali            | Göteborg    | 200 m piani | Semifinale       | 22"91       |                                          |
| 1995 | Mondiali            | Göteborg    | 4×100 m     | Argento          | 42"25       |                                          |
| 1996 | Giochi olimpici     | Atlanta     | 100 m piani | Batteria         | 12"08       |                                          |
| 1996 | Giochi olimpici     | Atlanta     | 200 m piani | Quarti di finale | dns         |                                          |
| 1997 | Mondiali            | Atene       | 100 m piani | Quarti di finale | 11"31       |                                          |
| 1997 | Mondiali            | Atene       | 4×100 m     | Argento          | 42"10       | Miglior prestazione personale stagionale |
| 1998 | Giochi CAC          | Maracaibo   | 100 m piani | Argento          | 11"36       |                                          |
| 1998 | Giochi CAC          | Maracaibo   | 200 m piani | Oro              | 22"30       |                                          |
| 1999 | Mondiali            | Siviglia    | 200 m piani | Argento          | 22"22       | Miglior prestazione personale            |
| 1999 | Mondiali            | Siviglia    | 4×100 m     | Bronzo           | 42"15       | Miglior prestazione personale stagionale |
| 2000 | Giochi olimpici     | Sydney      | 100 m piani | Semifinale       | 11"31       |                                          |
| 2000 | Giochi olimpici     | Sydney      | 200 m piani | Bronzo           | 22"35       | Miglior prestazione personale stagionale |
| 2000 | Giochi olimpici     | Sydney      | 4×100 m     | Argento          | 42"13       | Miglior prestazione personale stagionale |
| 2001 | Mondiali            | Edmonton    | 200 m piani | Semifinale       | 22"84       |                                          |
| 2001 | Mondiali            | Edmonton    | 4×100 m     | Bronzo           | 42"40       | Miglior prestazione personale stagionale |
| 2003 | Mondiali            | Saint-Denis | 200 m piani | 4ª               | 22"95       |                                          |
| 2003 | Mondiali            | Saint-Denis | 4×100 m     | Finale           | dnf         |                                          |
| 2004 | Giochi olimpici     | Atene       | 200 m piani | Semifinale       | 23"02       |                                          |
| 2004 | Giochi olimpici     | Atene       | 4×100 m     | Oro              | 41"73       | [ 1 ]                                    |
| 2005 | Campionati CAC      | Nassau      | 100 m piani | 5ª               | 11"46       |                                          |
| 2005 | Campionati CAC      | Nassau      | 4×100 m     | Oro              | 43"21       |                                          |
| 2005 | Mondiali            | Helsinki    | 4×100 m     | Argento          | 41"99       | [ 1 ]                                    |

## Altre competizioni internazionali
1995
- 6ª alla Grand Prix Final ( Monaco), 200 m piani - 22"90

1998
- 8ª alla Grand Prix Final ( Mosca), 100 m piani - 11"34
- 4ª in Coppa del mondo ( Johannesburg), 200 m piani - 22"36

1999
- Bronzo alla Grand Prix Final ( Monaco di Baviera), 200 m piani - 22"64

2001
- 4ª alla Grand Prix Final ( Melbourne), 200 m piani - 23"29

2003
- 6ª alla World Athletics Final ( Monaco), 200 m piani - 23"01